# Drugovac
Drugovac (em cirílico: Друговац) é uma vila da Sérvia localizada no município de Smederevo, pertencente ao distrito de Podunavlje, na região de Podunavlje. A sua população era de 1539 habitantes segundo o censo de 2011.

## Demografia
| 1948 | 1953 | 1961 | 1971 | 1981 | 1991 | 2002 | 2011 |
| ---- | ---- | ---- | ---- | ---- | ---- | ---- | ---- |
| 2503 | 2679 | 2669 | 2322 | 2225 | 2130 | 1906 | 1539 |